# St. Michael (Kager)

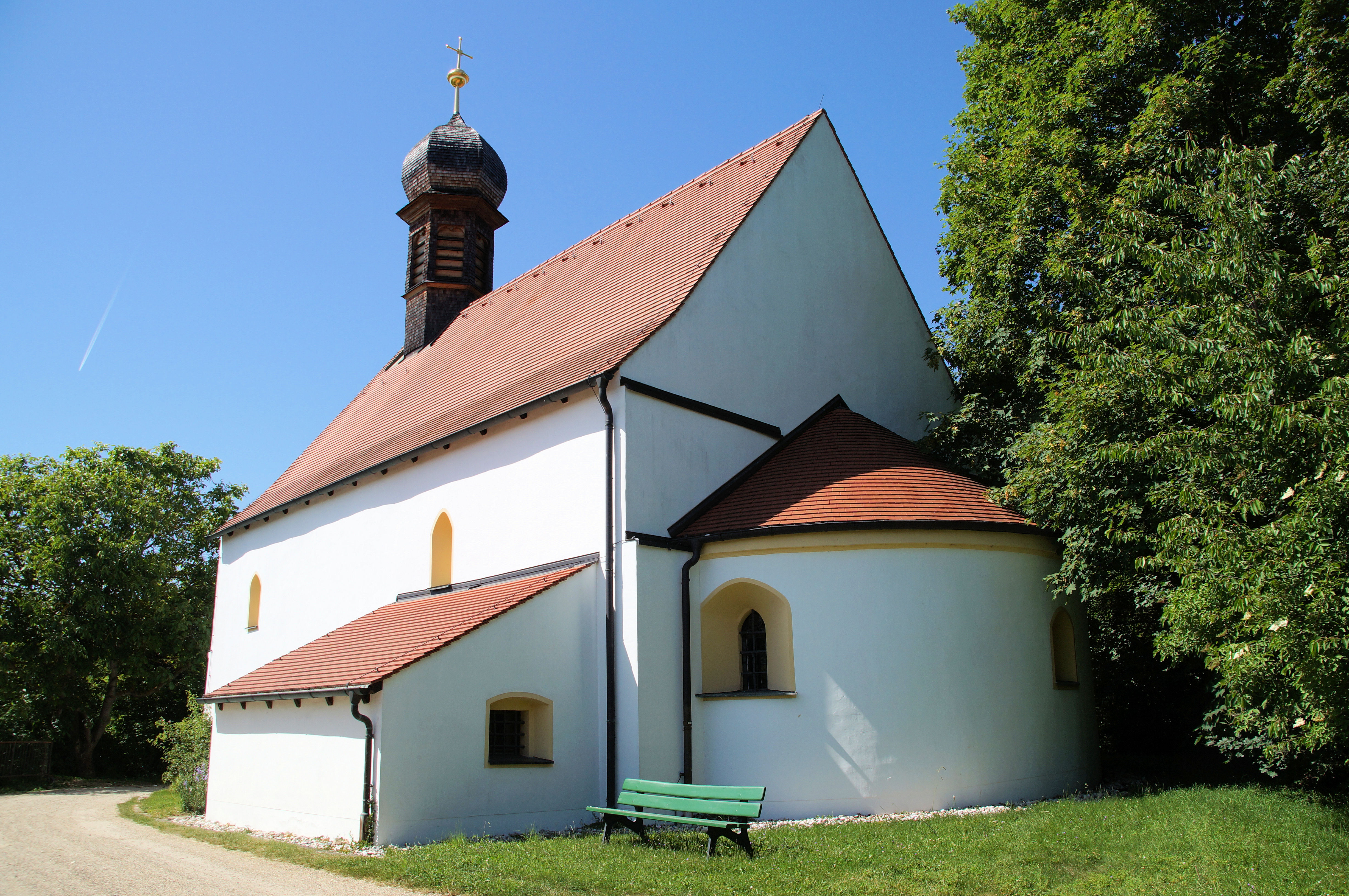
Katholische Neben- und Wallfahrtskirche St. Michael

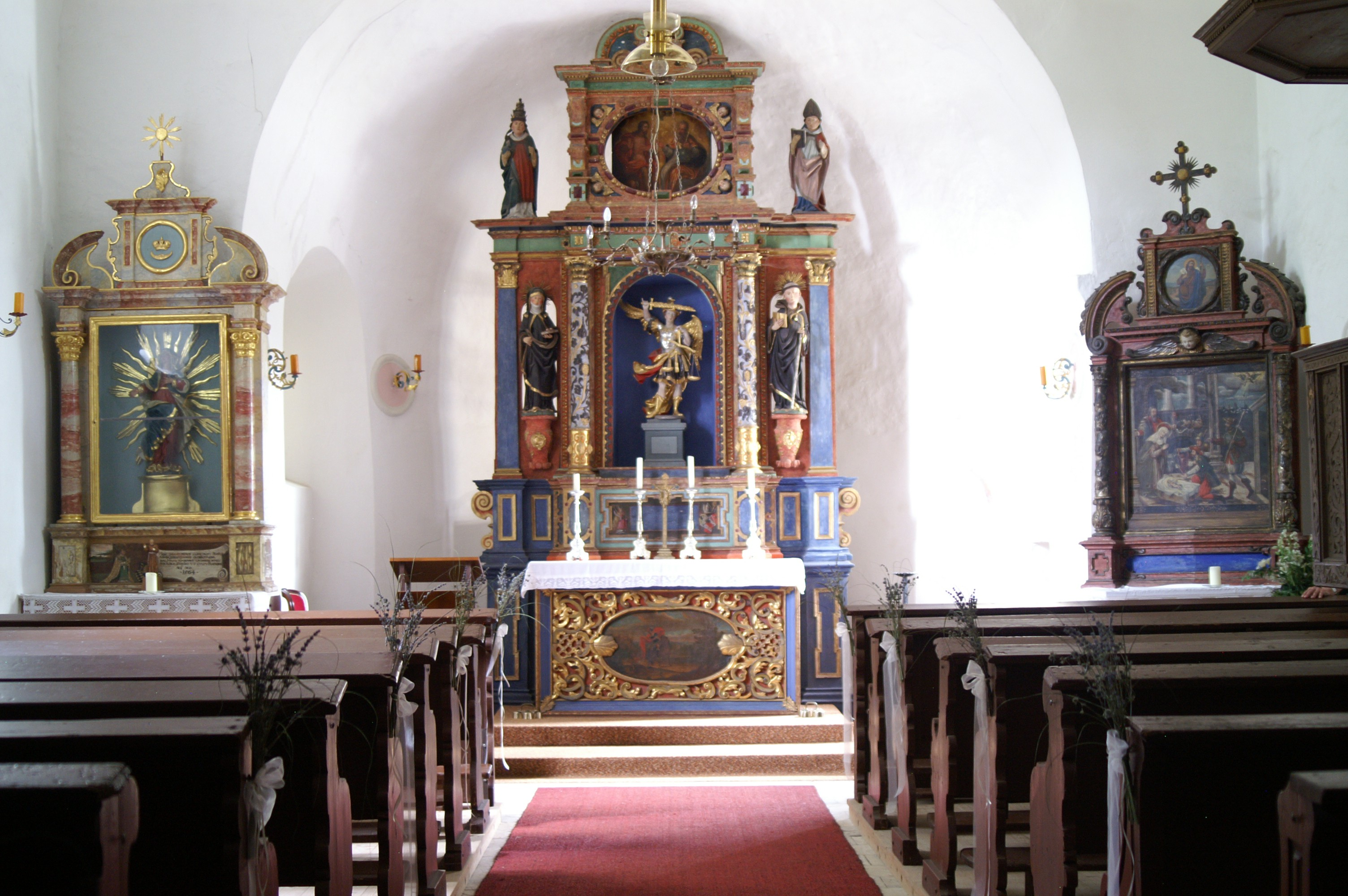
Innenansicht

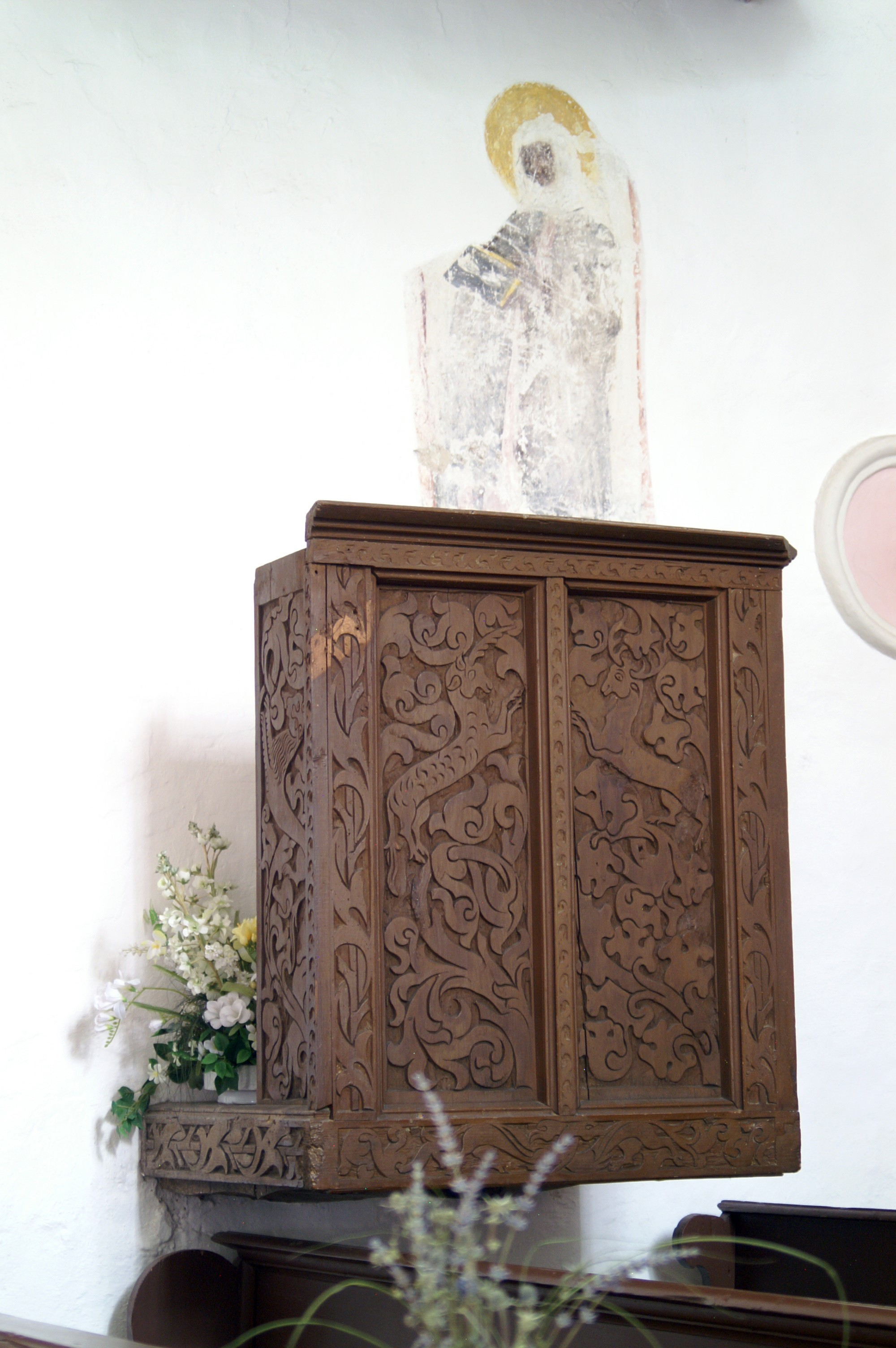
Kanzel

Die katholische Neben- und Wallfahrtskirche St. Michael steht in Kager 13, im nordwestlichsten Stadtteil Kager von Regensburg.

## Geschichte
Am 18. Juli 1182 weihte der Regensburger Bischof Konrad II. von Raitenbuch die kurz vorher am Hang erbauten Kirche auf den Namen der Heiligen Michael und Ägidius. Im 17. Jh. erfolgten Umbauten. So wurden auch Änderungen an einigen Fenstern in der Barockzeit vorgenommen. Die Kirche wurde 2007 renoviert.

## Gebäude und Ausstattung
Die Kirche ist ein rechteckiger romanischer Saalbau mit Satteldach, eingezogener Apsis und Dachreiter mit Zwiebelhaube von vor 1182. Für den Hauptaltar fand ein veränderter Altar aus dem 16. Jahrhundert Verwendung. Die Altäre sind Säulenretabel im Stil des 17. Jahrhunderts. Die spätgotische Kanzel stammt aus dem 15. Jahrhundert. In der Kirche befindet sich das originale Gnadenbild der Jungfrau Maria aus der Wallfahrtskirche Maria Tannerl, einer Feldkapelle bei Rehtal, nordöstlich von Kager.

## Orgel

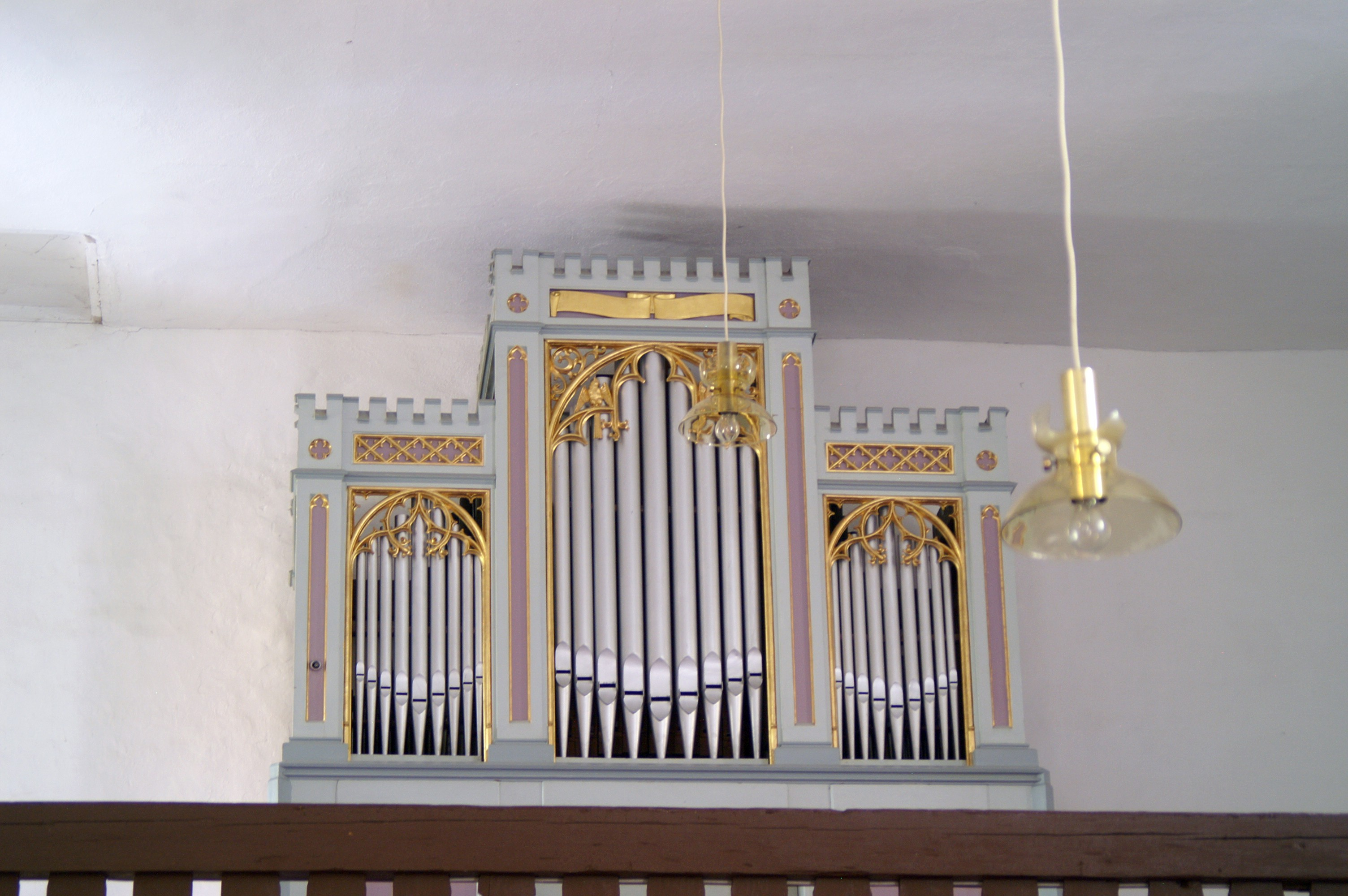
Breil-Orgel

Im 18. Jahrhundert war ein Orgelpositiv vorhanden. Die heutige Orgel wurde 1860 von Johann Anton Breil geschaffen. Das achtregistrige Schleifladeninstrument wurde ursprünglich für die Spitalkirche St. Katharina in Regensburg gebaut. Das Gehäuse ist nach typischer Breilscher Gestaltung in einfacher Dreiteiligkeit gegliedert und weist unter den Zinnenbekrönungen gotische Ornamentik auf.
Sie wurde aufgrund eines Orgelneubaues von Heribert Heick 1974 durch Johann Rickert restauriert und in diese Kirche transferiert. Sie hat folgende Disposition:
| Manual C–f3 |            |    |
| 1.          | Gedeckt    | 8′ |
| 2.          | Amorosa    | 8′ |
| 3.          | Gamba      | 8′ |
| 4.          | Salicional | 8′ |
| 5.          | Principal  | 4′ |
| 6.          | Flöte      | 4′ |
| 7.          | Octav      | 2′ |

| Pedal C–a |        |     |
| 8.        | Subbaß | 16′ |

- Das Pedal ist starr angekoppelt

## Glocken
Im  Dachreiter über dem Eingang hängen zwei Glocken aus dem vorletzten Viertel des 18. Jahrhunderts.